# Trockenrasen nördlich Pförring
Trockenrasen nördlich Pförring este o arie protejată (arie specială de conservare — SAC, sit de importanță comunitară — SCI) din Germania întinsă pe o suprafață de 4,45 ha, integral pe uscat.

## Localizare
Centrul sitului Trockenrasen nördlich Pförring este situat la coordonatele 48°50′35″N 11°42′00″E / 48.8431°N 11.7°E.

## Înființare
Situl Trockenrasen nördlich Pförring a fost declarat sit de importanță comunitară în martie 2001 pentru a proteja un număr necunoscut de specii din flora spontană și fauna sălbatică aflate în arealul zonei. Situl a fost protejat și ca arie specială de conservare în aprilie 2016.

## Biodiversitate
Situată în ecoregiunea continentală, aria protejată conține 2 habitate naturale: Pajiști carstice calcaroase sau bazofile, de Alysso-Sedion albi, Pajiști uscate seminaturale și facies de acoperire cu tufișuri pe substraturi calcaroase (Festuco-Brometalia) (* situri importante pentru orhidee).
La baza desemnării sitului se află un număr nedeclarat de specii protejate.